# Triomphe de Liège
La Triomphe de Liège était une variété ancienne de fraise (Fragaria × ananassa Duch.) de très grande taille, créée par M. Jean-Lambert Lorio de Liège (Belgique) vers 1851. Elle semble avoir disparu vers 1950.

## Caractéristiques
La Triomphe de Liège était l’une des plus grandes et des meilleures fraises de Belgique à l’époque. Il semble y avoir eu des fruits qui ne s’inscrivaient pas dans un verre à bière d’un demi-litre.
Les fruits étaient beaucoup plus larges qu’ils n’étaient hauts. Ils avaient de 7 à 9 cm de largeur. On a parfois reconnu deux ou trois fruits dans une fraise. Le bord inférieur du fruit est très bosselé. La couleur était foncée d’un côté mais beaucoup plus pâle rouge de l’autre. Les graines étaient vertes d’abord et devenaient pourpres par la suite.
Elle aurait été une excellente fraise très hâtive.